# 凯莉·卡特林
凯莉·卡特林（英語：Kelly Catlin，1995年11月3日—2019年3月7日）生于明尼苏达州圣保罗，是一名美国女子自行车运动员。她曾效力于拉力UHC女子自行车队。凯莉·卡特林曾在2016年至2018年间连续三次获得场地自行车世锦赛女子团体追逐赛的冠军，另外她也曾在2016年里约奥运期间获得女子团体追逐赛的银牌。

## 生平
凯莉·卡特林是家里三胞胎中最年长的。她曾在明尼苏达大学修读数学与汉语，后来又在斯坦福大学修读计算和数学工程专业。另外，她拥有一定的艺术水平，其小提琴的水准也受到认可。
2019年3月7日，凯莉·卡特林因重度抑郁症在斯坦福大学的校内住所里自杀。据其妹妹描述，她在数月前遭遇脑震荡。斯坦福大学发表声明称最早发现卡特林去世的是其室友，而该校副校长则称其死前无任何异常的迹象。

## 自行车生涯
凯莉·卡特林在17岁时开始练习自行车。她曾在2016年至2018年间三次参加世界场地自行车锦标赛，共收获五枚奖牌，包括三枚金牌和两枚铜牌，三枚金牌均来自于团体追逐赛，两枚铜牌均来自于个人追逐赛。她也参加了2016年里约奥运，在女子团体追逐赛中获得银牌。她在2017年加入了拉力UHC女子自行车队。